# Primula elliptica
Primula elliptica är en viveväxtart som beskrevs av John Forbes Royle. Primula elliptica ingår i släktet vivor, och familjen viveväxter. Inga underarter finns listade i Catalogue of Life.